# Coppa Huang Longshi Shuang Deng
La Coppa Huang Longshi Shuang Deng (黄龍士双登杯) è stata una competizione goistica internazionale femminile a squadre, disputata dal 2011 al 2019. Organizzata dal Governo municipale del Popolo di Jiangsu Jiangyan, era intitolata al goista cinese Huang Longshi.
La decima edizione, disputata nel 2024, ha adottato un formato differente, diventando un torneo individuale con incontri tutte contro tutte.

## Formato
La prima edizione prevedeva quattro squadre – Cina, Corea del Sud, Giappone e Taiwan – ciascuna composta da tre goiste; le squadre si affrontavano in un girone all'italiana in cui la vittoria andava alla squadra che vinceva più incontri.
A partire dalla seconda edizione il formato è stato ridotto a tre squadre – Cina, Corea del Sud e Giappone – di cinque goiste, con il formato vinci-e-continua: le prime due squadre sono sorteggiate, la perdente è eliminata e la vincente continua a sfidare le goiste delle altre squadre. Vince la squadra che ha eliminato tutte le avversarie.
Dalla decima edizione le otto partecipanti (4 cinesi, 2 sudcoreane, 2 giapponesi) si affrontano in un girone all'italiana, vinto dalla goista che ottiene più vittorie.

## Albo d'oro
| Edizione | Anno | Squadra vincitrice  | Finale                       | Maggior numero di vittorie |
| -------- | ---- | ------------------- | ---------------------------- | -------------------------- |
| 1        | 2011 | Cina 3-0 (7-2)      | girone all'italiana          | girone all'italiana        |
| 2        | 2012 | Cina (9-1)          | Yu Zhiying s. Xie Yimin      | Wang Chenxing 8            |
| 3        | 2013 | Corea del Sud (7-3) | Choi Jeong s. Wang Chenxing  | Yu Zhiying 6               |
| 4        | 2014 | Cina (7-4)          | Wang Chenxing s. Park Ji-eun | Kim Hye-min 5              |
| 5        | 2015 | Corea del Sud (8-3) | Choi Jeong s. Yu Zhiying     | Song Ronghui e O Jeong-a 5 |
| 6        | 2016 | Cina (5-4)          | Yu Zhiying s. Choi Jeong     | Kim Chae-yeong 4           |
| 7        | 2017 | Corea del Sud (7-3) | O Yu-jin s. Yu Zhiying       | O Jeong-a 4                |
| 8        | 2018 | Cina (7-4)          | Yu Zhiying s. Choi Jeong     | Li He 5                    |
| 9        | 2019 | Corea del Sud (7-4) | Choi Jeong s. Yu Zhiying     | O Yu-jin 4                 |

| Edizione | Anno | Vincitrice      | Seconda arrivata |
| -------- | ---- | --------------- | ---------------- |
| 10       | 2024 | Zhou Hongyu 6-1 | Ueno Asami 5-2   |